# 프리즈 프레임 (2004년 영화)
프리즈 프레임(영어: Freeze Frame)는 2004년에 개봉한 영국의 영화이다.

## 한국판 성우진(KBS)
- 김소형 - 숀 베일(리 에반스)
- 노민 - 숀 시걸(이안 맥네이스)
- 배정미 - 케이시 카터(레이첼 스털링)
- 장광 - 루이스 에머릭(숀 맥긴리)
- 김준 - 마운트 조이(콜린 새먼)
- 최하나 - 메이(레이첼 오리오댄)